# Cellina
Il Cellina (Ciline in friulano standard, Cilina, Silina e Thelina in friulano occidentale) è un torrente del Friuli-Venezia Giulia che scorre interamente in provincia di Pordenone.

## Percorso
Il torrente nasce a Margons, località del comune di Claut, ad una quota di circa 650 m s.l.m. Percorre la Valcellina per una trentina di chilometri e all'uscita dalla valle le sue acque si infiltrano in un ampio magredi che più a valle ne incrocia un altro, quello che inghiotte il fiume Meduna. Le acque riappaiono congiuntamente in superficie nella zona delle risorgive, in territorio di Cordenons, per poi scendere sino a confluire nel fiume Livenza.

## Affluenti
Tra i suoi affluenti principali, oltre agli innumerevoli ruscelli, ci sono:
- il torrente Settimana, che nasce in località Pussa per confluirvi nei pressi dell'abitato di Claut;
- il torrente Cimoliana, che nasce nei pressi del Rifugio Pordenone e si immette nel Cellina nei pressi dell'abitato di Pinedo, frazione di Claut.

## Sfruttamento
Agli inizi del secolo (1905), grazie alla Centrale idroelettrica Antonio Pitter, rese possibile illuminazione di Venezia. E successivamente (1908) grazie alla Centrale idroelettrica di Giais si poté illuminare elettricamente Udine.
All'altezza di Barcis, una diga artificiale ne raccoglie le acque a formare il lago che prende il nome dal paese, dall'intenso colore verde.
Più a valle, dopo una lunga gola, il torrente incontra un altro sbarramento, la stretta di Ravedis, in comune di Montereale Valcellina, impiegata spesso per laminare le piene del Livenza. Nel passato furono realizzati numerosi canali o rogge che portavano l'acqua corrente dal corso del torrente verso comuni situati ad altitudini più elevate grazie ad un ingegnoso sistema idraulico inventato da Antonio dell'Angelo, detto Pellegrin, che, sfruttando le differenze di pendenza fra il torrente e il suo conoide, permise grazie a questa insolita risalita del corso delle acque la soluzione del problema dell'approvvigionamento idrico dei paesi montani.

## Curiosità
Nel 1958 il Lloyd Triestino acquistò una nave che venne chiamata Cellina in onore dell'omonimo torrente. Fu demolita nel 1980 a La Spezia.